# Kindheitsforschung
Kindheitsforschung (englisch Children and Childhood studies CCS; schwed. Barnforskning) ist ein interdisziplinäres Forschungsgebiet, dessen Aufgabe es ist, strukturelle Probleme, die in verschiedenen Kulturen die Qualität von Kindheit beeinträchtigen, zu verstehen und Ansätze zu ihrer Behebung zu finden. Die Kindheitsforschung schöpft aus den verschiedenen Disziplinen der Sozialwissenschaft (u. a. Anthropologie, Wirtschaftswissenschaft, Geschichte, Soziologie), der Geisteswissenschaft (Literaturwissenschaft, Religionswissenschaft, Kunstgeschichte) und der Verhaltenswissenschaft, besonders der Psychologie.

## Geschichte
Die Kindheitsforschung ist eine sehr junge Forschungsdisziplin. Überlegungen zur Entwicklung dieses Forschungsgebietes finden sich u. a. in Jean und Richard W. Mills’ Childhood Studies: A Reader in Perspectives of Childhood (2000) und in Mary Jane Kehilys An Introduction to Childhood Studies (2004). Die ersten Projekte zur Kindheitsforschung entstanden Mitte der 1980er Jahre in Großbritannien. Diese Projekte entstanden als Forschungs-„Module“ innerhalb etablierter Forschungsbereiche wie z. B. der Erziehungswissenschaft.
Die Entstehung der Kindheitsforschung als akademischer Disziplin muss im Kontext der Entstehung anderer interdisziplinärer Forschungsgebiete wie z. B. der African American studies und der Frauenforschung beschrieben werden. All diese Disziplinen sind aus dem Bestreben heraus entstanden, die Situation solcher gesellschaftlicher Gruppen der Forschung zugänglich zu machen, die bis dahin wenig beachtet worden oder sogar aus der Wissenschaft verdrängt geblieben sind.
Kritiker der westlich dominierten Wissensproduktion über Kindheit z. B. in Indien machen geltend, dass gerade dieser einseitig an Interventionen orientierte Forschungsansatz eine verzerrte, in der Tradition des Kolonialismus stehende Sicht fortschreibe. Die Forschungsagenda werde von den Geldgebern vorgegeben.

## Kindheitsforschung in verschiedenen Ländern

### Großbritannien
Wie Kehili berichtet, besteht das Studienfach „Kindheitsforschung“ erst seit kurzem. In Großbritannien bot die Open University erstmals einen solchen Studiengang an (2003). Seit 2004 hat auch die Swansea University in Wales ein Department of Childhood Studies. Weitere bestehen an der Canterbury Christ Church University (Canterbury), an der Anglia Ruskin University, an der University of Birmingham, an der Liverpool John Moores University, an der Middlesex University (bei London) und an der Northumbria University (Newcastle). In London befindet sich auch eine der bedeutendsten Forschungsbibliotheken zum Thema: das 1977 eröffnete Froebel Archive for Childhood Studies der Roehampton University.

### Vereinigte Staaten
An US-amerikanischen Hochschulen gibt es bereits Dutzende von Kindheits-„Modulen“, -Nebenfachstudiengängen und -Studienschwerpunkten, z. B. am Brooklyn College, an der Case Western Reserve University (Cleveland), an der Christopher Newport University (Newport News), an der University of Florida (Gainesville) und an der Plymouth State University (Plymouth (New Hampshire)). An der Rutgers University in Camden, New Jersey entsteht gegenwärtig das erste Studienprogramm des Landes, bei dem Kindheitsforschung auch als Hauptfach studiert werden kann (mit allen akademischen Graden vom Bachelor bis zum Ph. D.).

### Schweden
In Schweden gibt es Abteilungen für Kindheitsforschung an der erziehungswissenschaftlichen Fakultät der Universität Göteborg und an der Universität Linköping.

### Deutschland
In Deutschland besteht an der Erziehungswissenschaftlichen Fakultät der Universität Erfurt ein Fachgebiet Grundschulpädagogik und Kindheitsforschung. Am Institut für Pädagogik der Elementar- und Primarstufe der Johann Wolfgang Goethe-Universität in Frankfurt gibt es einen Lehr- und Forschungsschwerpunkt „Kindheitsforschung“. Die Hochschule Magdeburg-Stendal bietet den interdisziplinären Studiengang „Angewandte Kindheitswissenschaften“ an. An der Freien Universität Berlin wird der „European Master in Childhood Studies and Children’s Rights“ als weiterführender Masterstudiengang auf Englisch angeboten. Die Hochschule Koblenz bietet den berufsbegleitenden Fernstudiengang „Kindheits- und Sozialwissenschaften“ mit vier verschiedenen Schwerpunkten an.

### Weitere Länder
Abteilungen mit dem Forschungsschwerpunkt „Kindheitsforschung“ bestehen auch an folgenden Hochschulen:
- Monash University, Australien
- Doshisha Women’s College, Kyōto, Japan
- Queen Arwa University, Sana'a, Jemen
- York University, Toronto, Kanada
- Pädagogische Universität Vilnius, Vilnius, Litauen